# Chiesa di Sant'Elia Profeta (Tramonti)
La Chiesa di Sant'Elia Profeta è una chiesa nella frazione di Paterno Sant'Elia del comune di Tramonti. Rientra in un complesso architettonico più ampio che comprende anche la Cappella di Santa Maria della Pietà.

## Storia

### Fondazione della chiesa primitiva
La primitiva chiesa di Sant'Elia era posta originariamente più a valle.
L'anno di fondazione della chiesa è sconosciuto. È possibile però, distinguere due fasi di realizzazione distinguibili: la prima tra l'XI e il XII secolo durante la quale vide la luce la zona absidale in stile romanico; la seconda, invece, tra XII e il XIII secolo durante la quale vennero costruite le strutture della navata in stile moresco.

### Ricostruzione
Nel XIV secolo la chiesa fu danneggiata probabilmente da un evento catastrofico e venne ricostruita più a monte. Dal XV al XIX secolo la chiesa fu ornata di decorazioni rinascimentali, tra cui un altorilievo raffigurante l'Annunciazione e anche di alcuni stucchi barocchi.

### Soppressione della sede parrocchiale
Tra il 1840 e il 1850 la sede parrocchiale fu soppressa e unita a quella vicina di San Michele Arcangelo di Paterno Sant'Arcangelo e la chiesa fu adibita momentaneamente a cimitero. Successivamente venne ripristinato il titolo parrocchiale e la chiesa venne destinata nuovamente al culto.

### Abbandono
Durante il sisma del 1980 la chiesa, già da tempo in stato di degrado e in disuso , subì gravi danni e fu chiusa al culto. Venne lasciata nell'incuria totale e le condizioni in cui versava peggiorarono visibilmente.

### Parziali lavori di restauro
Negli anni 2000 furono consolidate le coperture esterne. A oggi la chiesa è inagibile, chiusa al culto e priva di suppellettili. Le funzioni parrocchiali si svolgono nella Cappella di Santa Maria della Pietà, nonostante ciò la chiesa di Sant'Elia è ancora la sede parrocchiale di Paterno Sant'Elia.

## Descrizione
La chiesa rientra in un complesso architettonico che comprende anche: la Cappella di Santa Maria della Pietà, il campanile, la canonica e il sagrato.

### Facciata
La facciata è una semplice parete uniforme conclusa da una volta arcuata. Il portale d'ingresso, posto al centro della facciata, ha una cornice in pietra lavica, sormontata da un timpano triangolare.

### Interno
La chiesa è a due navate, quasi completamente priva di decorazioni, fatto salvo un altorilievo rinascimentale e i resti di un affresco.